# مسابقه آواز یوروویژن ۲۰۰۶
The مسابقه آواز یوروویژن ۲۰۰۶ ۵۱مین مسابقه آواز یوروویژن بود که در آتن, یونان برگزار شد. فنلاند با لردی برنده این مسابقه شد.